# 上海中学生报
《上海中学生报》是中華人民共和國上海市上海教育报刊总社出版的一份報紙，前身是1986年4月創刊的中學生知識報。1998年1月更名為上海中学生报。